# Dơi xám
Myotis grisescens hay Dơi xám là một loài động vật có vú trong họ Dơi muỗi, bộ Dơi. Loài này được A. H. Howell mô tả năm 1909.

## Hình ảnh

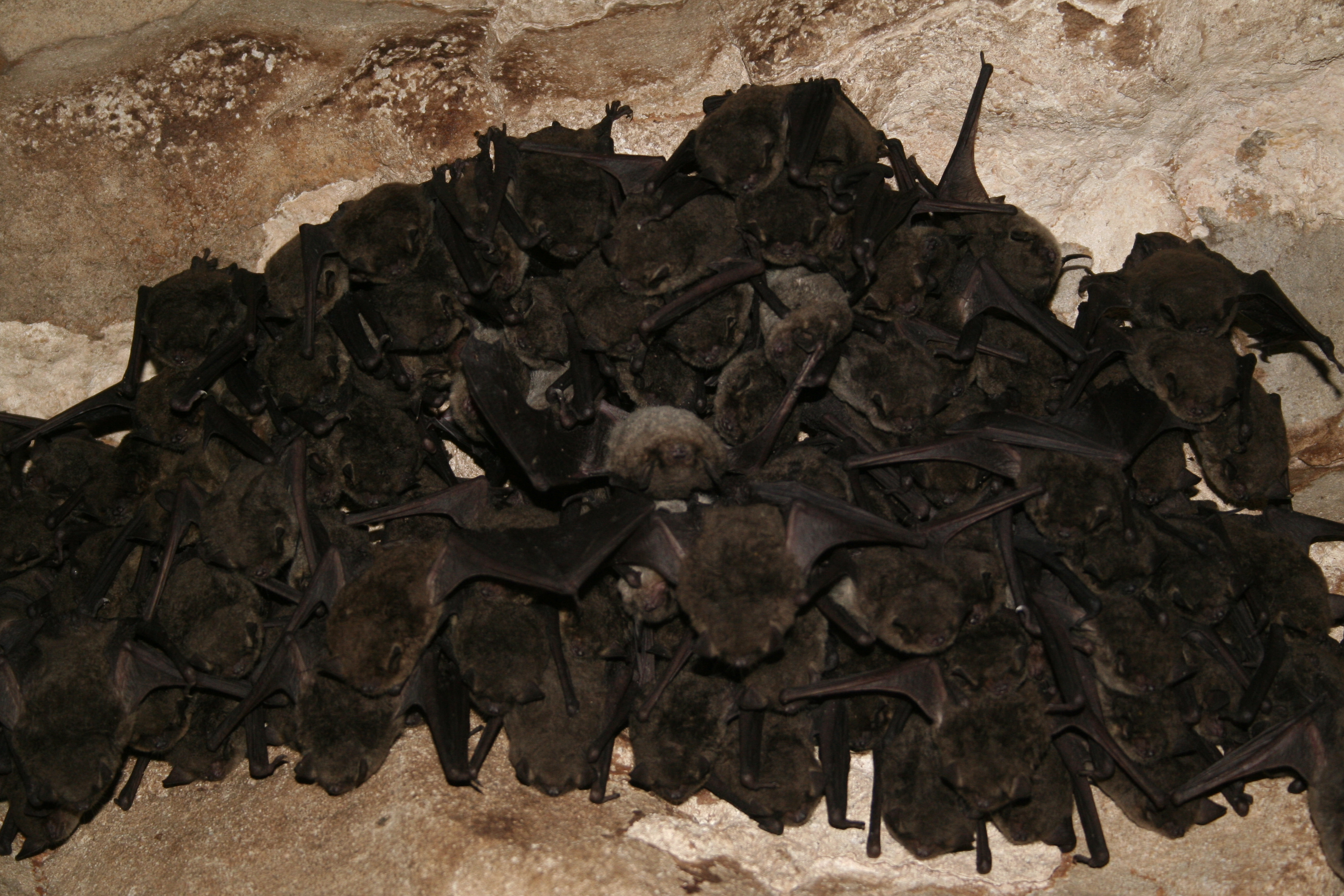
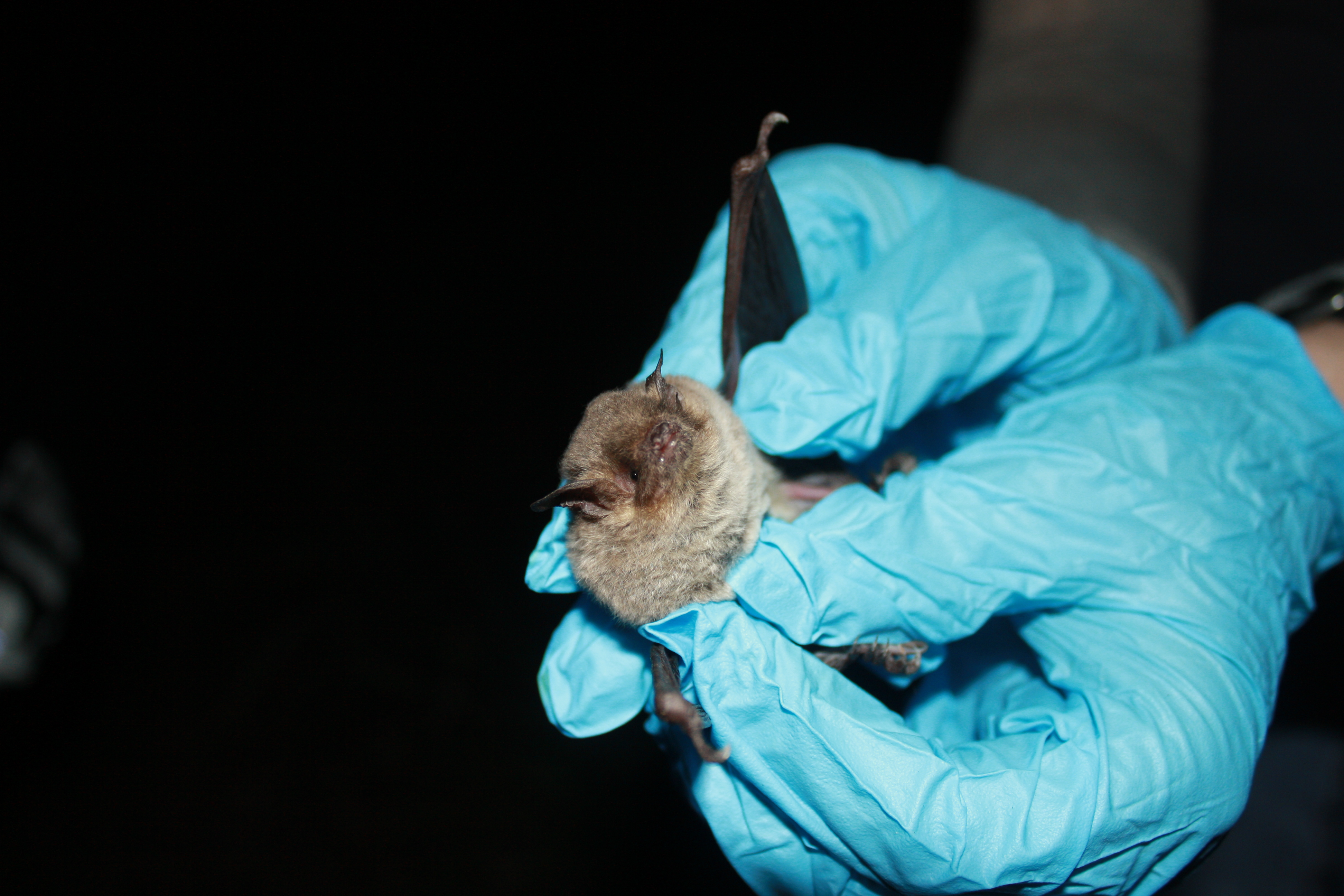
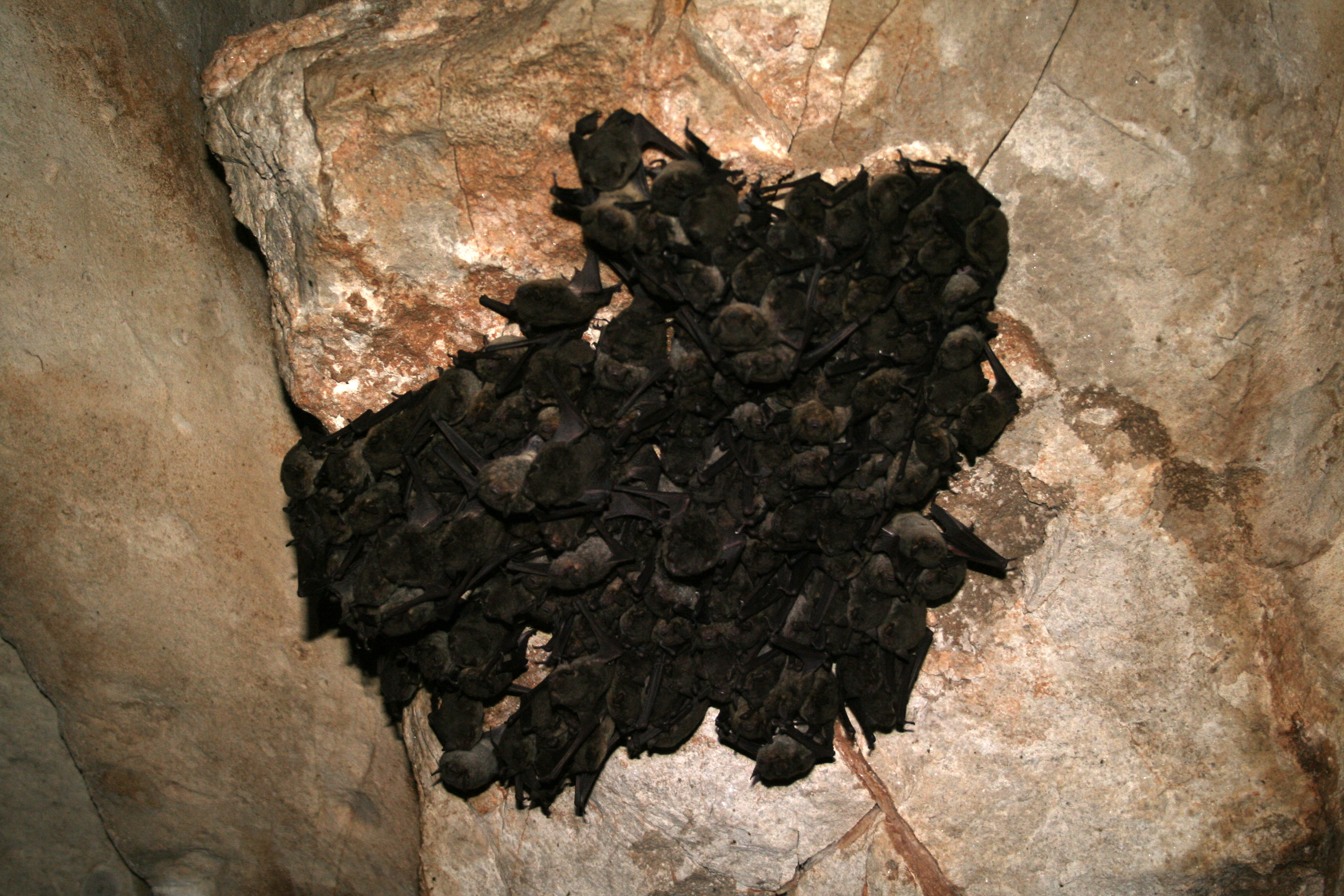
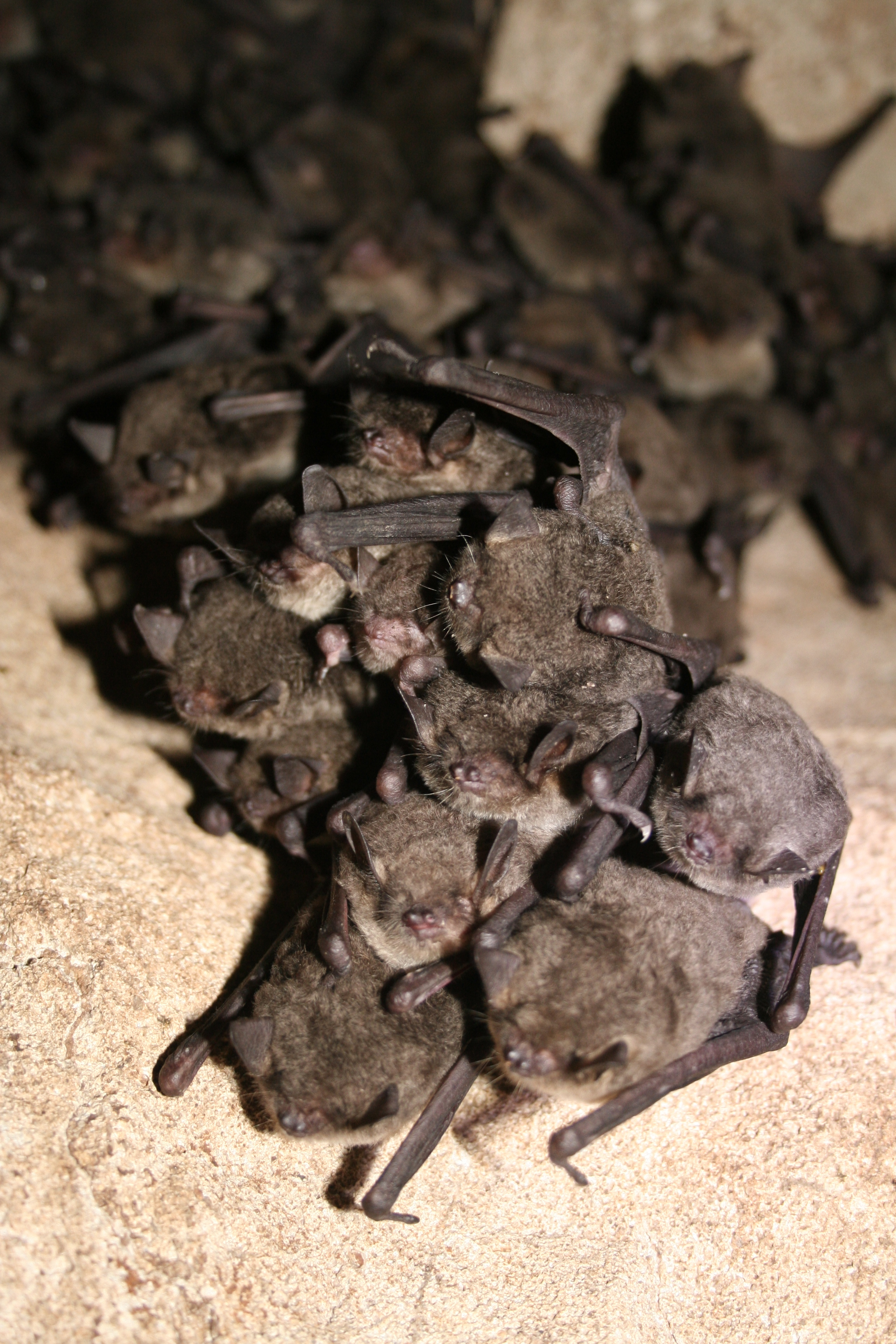